# Franklin Clarence Mars
Pour les articles homonymes, voir Mars.
Franklin Clarence Mars, né le 24 septembre 1883 à Hancock et mort le 8 avril 1934 à Pulaski, est le fondateur du groupe américain Mars Incorporated.

## Biographie
Frank C. Mars nait en 1883 à Hancock, Minnesota. Touché par une polio bénigne, sa capacité à marcher est affectée, sa mère Alva lui apprend alors à produire des confiseries et du chocolat pour le divertir. Il se marie avec Ethel G. Kissack, une institutrice, en 1902 dans le Minnesota. En 1904 naitra son fils unique Forrest à Wadena (Minnesota). Il aime le chocolat.
C'est en 1902, pas encore dans la vingtaine, que Frank crée une confiserie à Minneapolis. Sa petite entreprise fait faillite en 1910 et c'est alors qu'Ethel, sa femme et son soutien des premières années, le quitte avec leur fils unique, Forrest alors âgé de six ans, et part vivre au Canada. Frank Mars se remarie et crée une nouvelle confiserie dans le Nord-Ouest des États-Unis qui fera faillite également mais cela ne le dissuade pas d’ouvrir en 1911 une troisième confiserie dans sa cuisine à Tacoma avec laquelle il commercialise alors des bonbons à la crème de beurre. Finalement cette troisième entreprise fera aussi faillite mais de retour à Minneapolis, il s’entête en créant, en 1920, une quatrième confiserie. Frank renoue les liens familiaux avec son fils, Forrest, et avec son aide le succès vient lorsqu'en 1923 il crée et vend la barre chocolatée Milky Way, la couche de chocolat provenant à l'époque de la marque concurrente Hershey's.
Vers la fin des années 1920, Frank C. Mars déménagea à Pulaski (Tennessee), où il acheta plusieurs fermes locales et construisit un domaine nommé Milky Way Farm. Pendant sa construction, Frank C. Mars employa plus de 935 hommes du Comté de Giles pour l'établissement d'un pavillon de 2 300 m2, de plus de 30 granges, d'une piste de course et d'une piste de démonstration hippique. En 1930, Frank développa la barre Snickers puis avec son fils Forrest et l'aide du président de Hershey's William Murries, ils commencèrent à produire des bonbons M&M's.
Mars vécut le reste de sa vie dans les 11 km2 de sa ferme et y fut inhumé à sa mort en 1934. Toutefois la femme de Franklin Mars, Ethel, fit déplacer le corps et le mausolée à Minneapolis quelques années plus tard.
De son vivant Frank Mars n'a jamais reçu le moindre soutien et investissements des banques et fit de l’autofinancement une règle absolue, condition de sa liberté de créer. Ce principe de liberté se retrouve dans les cinq principes (qualité, responsabilité, mutualité, efficacité, liberté) que le groupe Mars Incorporated affiche pour démontrer sa différence.